# Gomma arabica

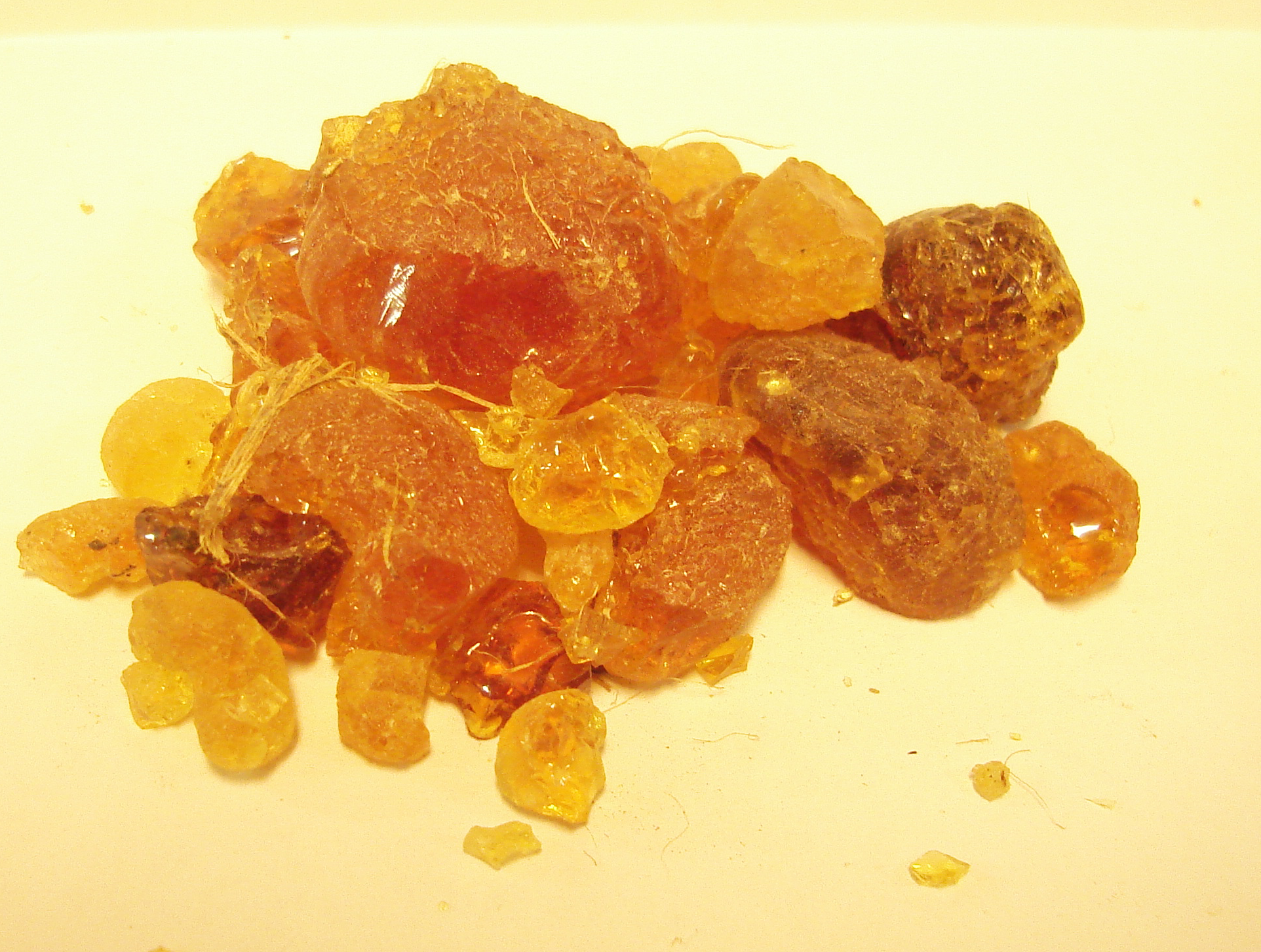
Resina di gomma arabica grezza.

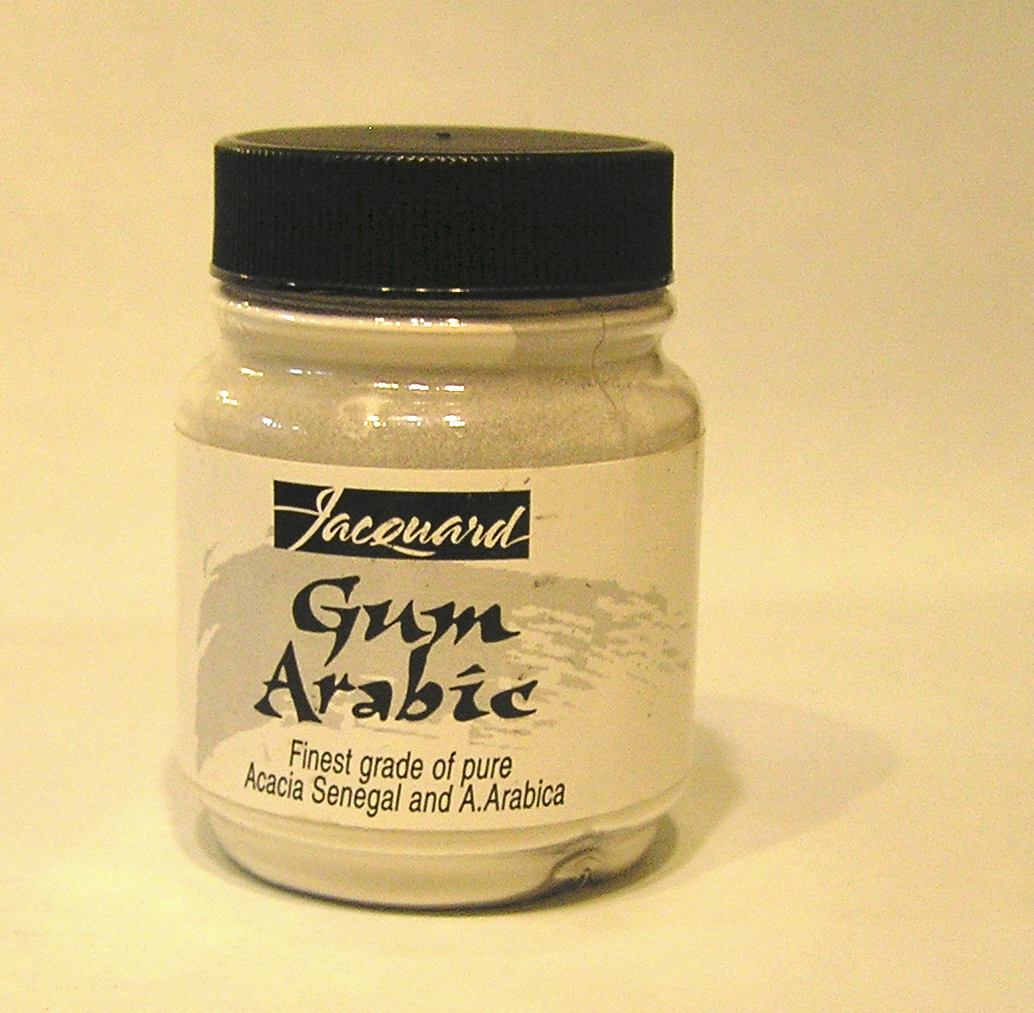
Una confezione di gomma arabica.

La gomma arabica è una gomma naturale nota anche come gomma di acacia in quanto estratta da due specie di acacia subsahariana: Acacia senegal e Acacia seyal. Come quasi tutte le gomme e le resine di origine vegetale, è prodotta dalla pianta in seguito a un processo naturale di "gommosi" che si attiva spontaneamente per rimarginare un vulnus (ferita) alla propria integrità superficiale.

## Composizione
È un eccipiente (E414) utilizzato soprattutto nell'industria alimentare come "stabilizzatore", ma ha anche funzioni di controllo delle viscosità in certi inchiostri.
La gomma arabica è una miscela complessa di polisaccaridi (P.M. 250.000-300.000) e glicoproteine che le conferiscono una delle sue proprietà più importanti: la completa edibilità (commestibilità). È composta da diversi componenti:
- arabinosio
- D-galattopiranosio
- ramnopiranosio
- acido D-glucoronico
- Calcio
- Magnesio
- Potassio
- Sodio
- mucillagini

Essendo un antidiarroico mucillaginoso e un emolliente, viene usata dall'industria farmaceutica e cosmetica non solo come eccipiente ma anche per la cura di alcuni disturbi, come ad esempio la dissenteria o alcune enteriti, oppure nelle creme per la pelle.

## Utilizzo
Sostituita da altre sostanze nei casi in cui la tossicità non costituisce un problema, rimane ancora un ingrediente importante nei soft drink e nelle caramelle gommose per la sua caratteristica proprietà di impedire la cristallizzazione degli zuccheri. La sostanza è utilizzata anche dai pittori come legante tradizionale per i colori acquerelli, e dagli incisori quando praticano la tecnica della litografia. Se ne trova anche traccia nel lucido da scarpe. Infine, sotto forma di una piccola striscia adesiva da inumidire con la saliva, è il collante presente in uno dei lati delle cartine da sigaretta.
Anche come assorbitore di umidità, messa negli armadi assorbe l'umidità e dona profumo all'interno.
In commercio la gomma arabica si distingue secondo la sua provenienza: Gomme del Nilo, della Somalia, del Senegal (il maggior produttore), del Marocco, dell'Australia ecc.